# John O'Rourke
John W. O'Rourke (23 de agosto de 1849 – 23 de junho de 1911) foi um jogador de beisebol do século 19. Entre 1879 e  1883, jogou na National League com o Boston Red Caps (1879–1880) e na American Association pelo New York Metropolitans (1883). Atuava como campista central e rebatia e lançava como canhoto. Nasceu em  Bridgeport, Connecticut. O'Rourke era o irmão mais velho de Jim O'Rourke, outro jogador das grandes ligas.
Em uma carreira que durou apenas três temporadas, O'Rourke acumulou um aproveitamento ao bastão de 29,5% com 11 home runs e 98 RBIs em 230 partidas.
O'Rourke morreu em Boston, Massachusetts aos 61 anos de idade.

## Melhor temporada
- 1879 – liderou a National League em slugging percentage (.521) e RBIs (62) e terminou em quarto em aproveitamento ao bastão com 34,1% atrás de Paul Hines (35,7), seu irmão mais novo Jim O'Rourke (34,8) e King Kelly (.348)[1].